# Piligrimai
Piligrimai (lett. "Pellegrini") è un film del 2021 scritto, diretto e montato da Laurynas Bareiša.

## Distribuzione
Il film è stato presentato in anteprima l'8 settembre 2021 alla 78ª Mostra internazionale d'arte cinematografica di Venezia, nella sezione Orizzonti. È stato distribuito nelle sale cinematografiche lituane a partire dall'8 aprile 2022.

## Riconoscimenti
- 2021 – Mostra internazionale d'arte cinematografica di Venezia[3]
  - Premio Orizzonti per il miglior film